# 王午
王 午（おう ご、? - 352年）は、五胡十六国時代後趙の武将。後に安国王を自称して自立した。

## 生涯
後趙に仕え、寧西将軍に任じられた。
349年4月、石虎が逝去し、石世が後を継いだ。王午は姚弋仲・蒲洪・劉寧・石閔（後の冉閔）らと共に李城において彭城王石遵と面会し「殿下は年長であり、聡明であります。先帝も本来は殿下を世継ぎとなるお考えでした。ですが、老耄であった事から張豺の口車に乗せられたのです。今、女主が朝廷に臨み、姦臣が政治を乱しております。上白（李農は上白城に拠って石世と対立していた）が持ちこたえておりますので、宿衛に兵卒はおりません。殿下がもしも張豺の罪を数え上げ、軍鼓を鳴らして進撃すれば、全ての者が馳せ参じて、殿下を迎え入れるでしょう。」と進言した。石遵はこれを受けて挙兵し、しばらくして石世を殺害した。後に幽州刺史に任じられた。
350年2月、冉閔の乱に乗じて前燕が中原へ進出して来ると、王午は征東将軍鄧恒と共に薊城を守った。3月、前燕軍が接近すると、配下の王佗に薊城を任せて鄧恒と共に魯口へ退いた。
351年8月、前燕の慕容評が王午討伐の為に軍を進めた。慕容評が南皮まで来ると、王午は配下の将軍鄭生を派遣して防がせたが、慕容評に敗れて斬り殺された。
352年4月、冉閔が前燕の輔国将軍慕容恪に敗れて戦死すると、子の冉操が魯口へ亡命してきたので、王午はこれを迎え入れた。
7月、冉魏が崩壊すると、鄧恒が既に死んでいたこともあり、王午は安国王を自称して自立を宣言した。8月、慕容恪が封奕・陽騖らと共に魯口攻略に向けて進軍して来ると、王午は籠城すると共に冉操を前燕軍へ送った。慕容恪らは城外の食糧を略奪して兵糧攻めを取った。
10月、王午は配下の将軍秦興に殺害された。その秦興は呂護に殺され、呂護もまた安国王を自称し魯口を守った。